# ArenaNet
ArenaNet – producent gier komputerowych i część NCsoft Corporation, założony w 2000 roku przez Mike O’Brien, Patrick Wyatt i Jeff Strain. Siedziba firmy znajduje się w Bellevue w stanie Waszyngton.
Założyciele ArenaNet są byłymi pracownikami firmy Blizzard Entertainment i są współtwórcami gier: Warcraft, StarCraft, Diablo, Diablo II. Początkowo ich studio nosiło nazwę Triforge lecz na krótko przed przejęciem firmy przez NCsoft zmienili nazwę na ArenaNet.

## Produkty ArenaNet
- Guild Wars: Prophecies
- Guild Wars: Factions
- Guild Wars: Nightfall
- Guild Wars: Eye of the North
- Guild Wars 2
- Guild Wars 2: Heart of Thorns
- Guild Wars 2: Path of Fire
- Guild Wars 2: End of Dragons
- Guild Wars 2: Secrets of the Obscure
- Guild Wars 2: Janthir Wilds